# Emil Ege

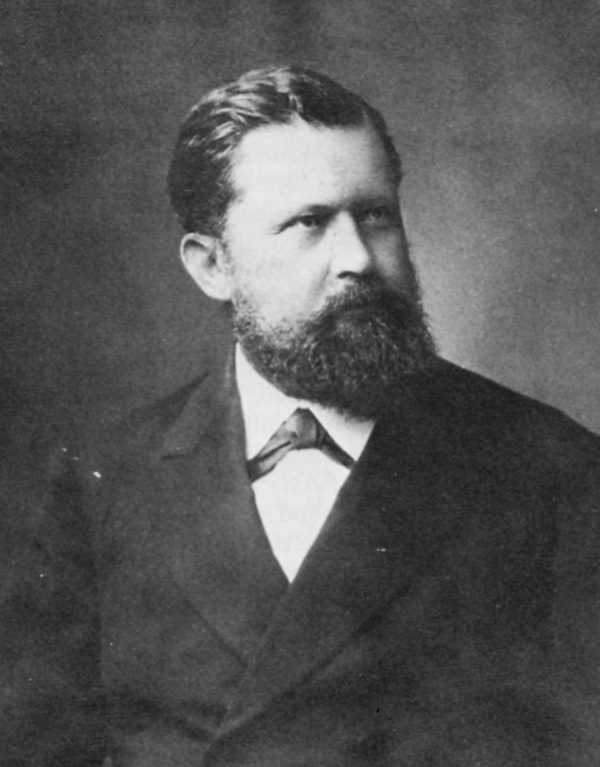
Emil Ege

Emil Eduard Otto Ege (* 28. Oktober 1833 in Esslingen am Neckar; † 15. Oktober 1893 in Stuttgart) war Landwirt und Abgeordneter in der Zweiten Kammer der Württembergischen Landstände.

## Familie
Emil Ege war der Sohn des Ernst Jakob von Ege (1791–1854) und der Luise Ege, geb. Gollmer (1802–1848) und hatte sechs Geschwister. Zwei seiner Brüder waren der Prälat und Generalsuperintendent Ernst von Ege und der Reichsgerichtsrat beim Reichsgericht in Leipzig Karl von Ege. 1855 heiratete er Mathilde Sophie Nau (1834–1895). Mit ihr hatte er sechs Kinder.

## Leben und Werk
Nach Schulbesuch in Esslingen und Studium an der Landwirtschaftlichen Akademie Hohenheim war Ege mehrere Jahre als Landwirt und Gutshofverwalter im Ausland tätig. Dann war er Pächter des Schwärzerhofs bei Möckmühl und Vorstand des Landwirtschaftlichen Bezirksvereins Neckarsulm. Bei der Gründung eines Vorschuss- und Kreditvereins in Möckmühl (spätere Volksbank Möckmühl) wurde Ege 1879 zum ersten Vorsitzenden des Aufsichtsrats gewählt und hatte dieses Amt bis 1888 inne.
Von 1876 bis 1882 und erneut von 1889 bis zu seinem Tod 1893 vertrat Ege, der Mitglied der Deutschen Partei war, als Abgeordneter das Oberamt Neckarsulm in der Zweiten Kammer der Württembergischen Landstände. Bei der Wahl 1882 hatte er sein Mandat gegen den Volkspartei-Politiker Wilhelm Lang nicht verteidigen können.